# Cithaerias amaryllis
Cithaerias amaryllis är en fjärilsart som beskrevs av Felix Bryk 1953. Cithaerias amaryllis ingår i släktet Cithaerias och familjen praktfjärilar. Inga underarter finns listade i Catalogue of Life.